# Aphex Twin
Річард Девід Джеймс (англ. Richard David James, 18 серпня 1971, Лімерик), більш відомий як Aphex Twin — британський композитор, діджей і музичний продюсер, що спеціалізується на жанрах техно, електро, ембієнт, ейсід-хауз, драм-енд-бейс, braindance та IDM.

## Біографія
Народився в 1971 році в ірландському місті Лімерик у сім'ї валлійців Лорни й Дерека Джеймсів, провів своє дитинство в графстві Корнволл. З раннього віку Річард любив поекспериментувати з електронікою. Уже у дванадцять років Річард досяг певних успіхів у сфері створення музики. Устаткування перших експериментів — Casio FZ-10M, DX-100, SH-101, Quadraverb, Atari 520ST різні клавіші, 8 вертушок, один зайнятий мікшер. Одного разу він переміг в одному з конкурсів, змусивши звучати комп'ютер Sinclair ZX-81, який апаратно не підтримує виведення звуку: спеціально підібрана послідовність машинних кодів створювала наведення в каналі звуку підключеного до комп'ютера телевізора, в результаті при викрученій на максимум гучності було чути шум різних тональностей.
Пізніше, коли він став диск-жокеєм, його любов до шуму не вщухла. На одному із виступів він приніс наждачний папір разом з пластинками. Декілька людей, що до цього лишилися в залі, вибігли на вулицю, не витримавши жахливих звуків. «А яка різниця? Мені і так заплатили … Я грав наждачний папір в Нью-Йорку, до речі, і люди там танцювали … », — виправдовувався потім Джеймс. Десь в ті часи і з'явилося його прізвисько — «Ейфекс Твін».
У 1991 році він перебирається в Лондон і випускає кілька синглів і альбомів під лейблом Warp Records і під кількома псевдонімами (AFX, Polygon Window, Bradley Strider, Caustic Window, Dice Man, The Tuss, GAK, Power-Pill, Q-Chastic, Soit -PP, Blue Calx (не плутати з іншим Blue Calx — Naoto Suzuki). Був одним з учасників заснування лейбла Rephlex. у 1996 році його музика мігрувала в сторону electronic music і драм-н-бейс. 2001 року він випустив альбом Drukqs.
У 2002 році одна з робіт Aphex Twin, альбом Selected Ambient Works Volume II була включена в рейтинг The 25 Most Influential Ambient Albums Of All Time (25 найвпливовіших ембієнт-альбомів усіх часів). У 2005 році Aphex Twin повертається до свого раннього періоду acid techno, випускаючи серію „Analords“. У цьому ж році вийшов у світ альбом Acoustica: Alarm Will Sound performs Aphex Twin американської групи Alarm Will Sound, що складається з акустичних аранжувань електронної музики, композитором якої є Річард.
Також не можна не відзначити спільну роботу Річарда з Крісом Каннінгемом (Chris Cunningham) на Traffic festival в Турині в 2005 році. На цьому безкоштовному фестивалі вони зуміли показати як свої кращі хіти — кліпи Come To Daddy, Mt Saint Michel, так і інновації в стилі Aphex Twin: Elephant Song з кадрами з Flex. Цей музикант завжди був відомий своїми скандальними інтерв'ю. Його заяви часом настільки несподівані, що багато хто вважає їх брехнею. Наприклад, про його танк, про те, що свої перші речі в стилі ембієнт він написав у 13 років, про те, що всі синтезатори він зробив сам тощо. Ще не можна не відзначити пристрасть Річарда до розміщення власних моторошних гримас буквально всюди, де можна. Крім частого використання в оформленні обкладинок релізів, одну з них він помістив в композицію Equation — побачити її можна на спектрограмі треку, починаючи з тимчасової позиції 5:26. Станом на  2019, проживав у Шотландії зі своєю російською дружиною.

## Дискографія

### Альбоми
- Selected Ambient Works 85–92 (1992)
- Selected Ambient Works Volume II (1994)
- …I Care Because You Do (1995)
- Richard D. James Album (1996)
- drukQs (2001)
- Syro (2014)

### Сингли та EP
- Digeridoo (1992)
- Xylem Tube EP (1992)
- On/On Remixes (1993)
- Ventolin/Ventolin Remixes EP (1995)
- Donkey Rhubarb (1995)
- Girl/Boy EP (1996)
- Come to Daddy (1997)
- Windowlicker (1999)
- Analord 10 of the Analord series (2005)
- Computer Controlled Acoustic Instruments pt2 EP (2015)
- Cheetah EP (2016)
- Collapse EP (2018)
- Blackbox Life Recorder 21f / in a room7 F760 (2023)

### Промо та збірники
- Words & Music (1994) (Інтерв'ю та треки з Selected Ambient Works Volume II)
- Classics (1995) (Збірник ранніх та рідких треків)
- 51/13 Singles Collection (1996) (Збірник тільки для Японії)
- Cock 10/54 Cymru Beats (промо drukQs)
- 26 Mixes for Cash (2003) (Збірник міксів для інших артистів (плюс чотири оригінальних трека)
- 2 Mixes on a 12» for Cash (2003), — 26 Mixes промо
- Classics (RS95035RM) (2008) (Перевидання збірника ранніх та рідких треків)
- Music From The Merch Desk (2016 - 2023) (2024)

## Лейбли
- Rephlex Records
- R & S Records
- Warp Records